# ムナジロマイコドリ

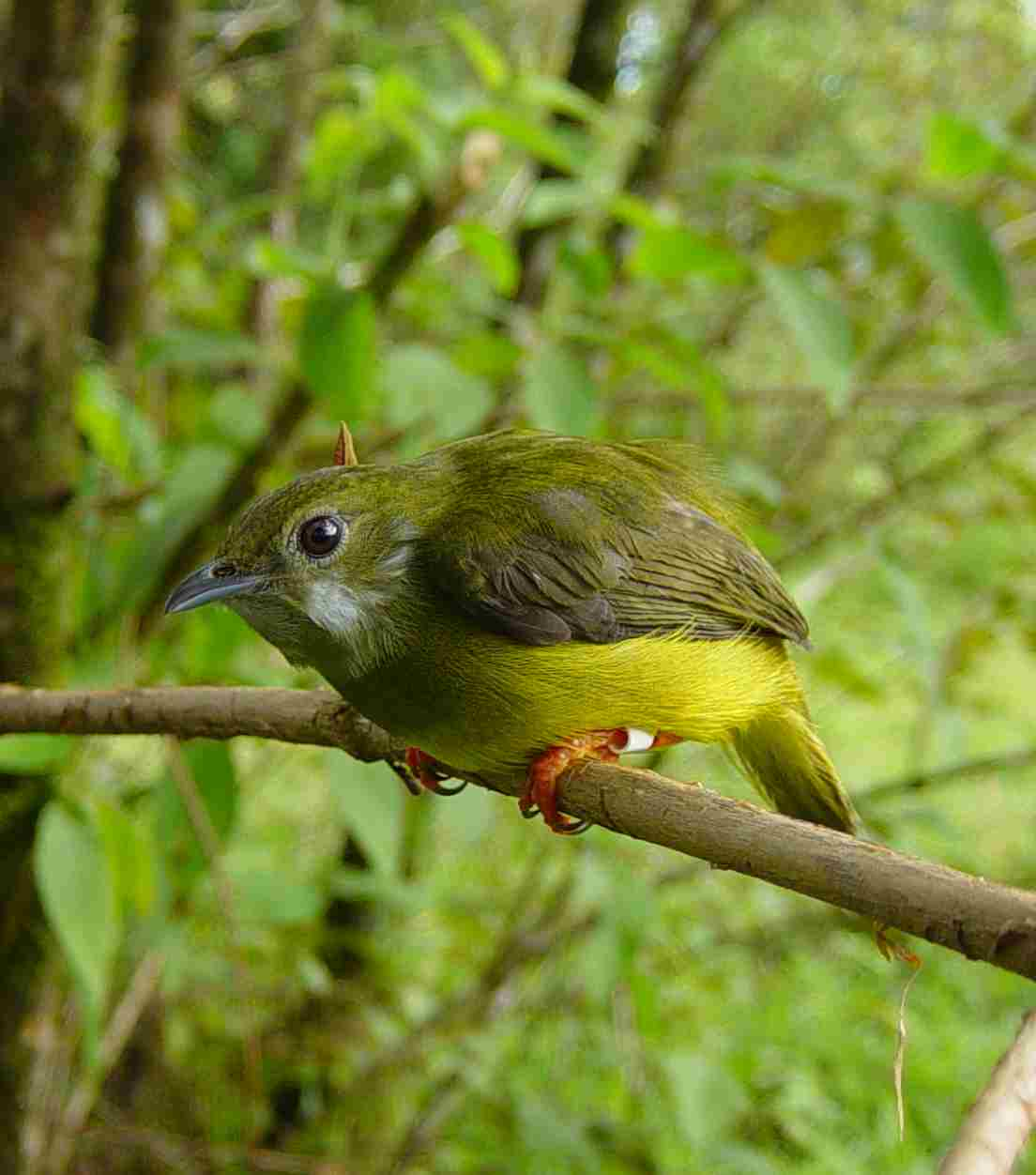
若いオス

ムナジロマイコドリ（学名Manacus candei）とは、スズメ目マイコドリ科に分類される鳥類の一種。

## 生息地
- 南米に生息する